# 任祥
任 祥（じん しょう、494年 - 538年）は、北魏末から東魏にかけての官僚・軍人。字は延慶。本貫は広寧郡。

## 経歴
任標と太原王氏のあいだの子として生まれた。伯父の任桃が雲中軍将となると、任祥も任桃に従って雲中に住んだ。六鎮の乱が起こると、葛栄に従った。葛栄が敗れると、北魏に降り、鎮遠将軍・広寧郡太守に任じられ、西河県公の爵位を受けた。
普泰元年（531年）、高歓が反爾朱氏の兵を起こすと、任祥はこれに従い、魏郡公に封ぜられた。中興元年（同年）、光禄大夫に累進した。太昌元年（532年）、尚書左僕射に転じ、開府儀同三司に進んだ。
永熙3年（534年）、孝武帝が関中に入ると、任祥は持節・南道大都督となって荊蛮を討った。天平元年（同年）、東魏が建国されると、侍中に任じられた。天平3年（536年）、范陽の盧仲延が河北の流人を率いて陽夏で叛くと、西兗州の民の田龍が人々を集めて乱に呼応したので、任祥は大都督・東道軍司として、都督の元整・叱列陀らを率いてこれを討った。まもなく行台僕射となり、驃騎大将軍・徐州刺史に任じられた。南朝梁が元慶和と諸将を派遣して国境を侵すと、任祥は南朝梁の仁州刺史の黄道始を北済陰で破り、また梁儁を単父で破って、捕虜1万人を斬った。再び侍中となった。
天平4年（537年）、潁州長史の賀若徽が潁州刺史の田迅を捕らえて西魏に降ると、任祥は豫州刺史の堯雄らを率いてこれを討った。西魏が怡峯を派遣して来援すると、任祥らは敗れ、北豫州に撤退した。行台の侯景や司徒の高昂らと合流して、ともに潁川を攻め、これを落とした。元象元年（538年）8月3日、鄴で死去した。享年は45。使持節・太保・太尉公・録尚書事・都督冀定瀛幽安五州諸軍事・冀州刺史の位を追贈された。
子の任冑が後を嗣いだが、西魏に通じて乱をはかり、武定3年（545年）に子弟とともに処刑された。

## 伝記資料
- 『北斉書』巻19 列伝第11
- 『北史』巻53 列伝第41
- 魏故使持節侍中太保都督冀定瀛幽安五州諸軍事驃騎大将軍冀州刺史太尉公録尚事魏郡開国公任公墓誌銘（任祥墓誌）